# サバル
サバル (Sabal) は、ヤシの1属である。サバルヤシ。
クマデヤシと呼ばれることもあるが、クマデヤシはミキナシサバルの別名とされることもある。英語ではパルメット (palmetto) と総称されるが、パルメットヤシはキューバサバルの別名とされることもあり、またノコギリパルメット (Serenoa repens) は別属である。
サバル連、またはタリポットヤシ連サバル亜連に分類され、その唯一の属である。

## 産地
アメリカ大陸原産。アメリカ合衆国南部、中央アメリカ、南米北部のコロンビア・ベネズエラ。

## 特徴
葉が枝の先から掌状に広がっている。これはタリポットヤシ連共通の特徴である。
寒さに強い。サバル・パルメットは‐13℃の低温まで耐えることができるとされる。

## 種
NCBI Taxonomy browser より
- バミューダサバル Sabal bermudana
- オニサバル Sabal causiarum
- Sabal domingensis
- フロリダサバル Sabal etonia
- Sabal gretherae
- Sabal guatemalensis
- Sabal maritima
- テングサバル Sabal mauritiiformis
- メキシコサバル Sabal mexicana
- Sabal miamiensis
- ミキナシサバル（クマデヤシ） Sabal minor
- キューバサバル（	パルメットヤシ） Sabal palmetto
- Sabal pumos
- Sabal rosei
- Sabal uresana
- Sabal yapa